# Commune fusionnée de Lambrecht
La commune fusionnée de Lambrecht est une municipalité allemande située dans le land de Rhénanie-Palatinat et l'Arrondissement de Bad Dürkheim.